# Nazionale maschile di beach soccer del Kazakistan
La nazionale di beach soccer del Kazakistan rappresenta l’Kazakistan nelle competizioni internazionali di beach soccer.

## Rosa 2018
Aggiornato a febbraio 2018
| N. |                       | Ruolo | Calciatore          |
| -- | --------------------- | ----- | ------------------- |
| 1  | Kazakistan (bandiera) | P     | Rauan Atantayev     |
| 2  | Kazakistan (bandiera) | D     | Askhat Alzhaxin     |
| 3  | Kazakistan (bandiera) | D     | Abylay Yeraly       |
| 4  | Kazakistan (bandiera) | P     | Pavel Barabanov     |
| 5  | Kazakistan (bandiera) | D     | Daniyar Khassanov   |
| 6  | Kazakistan (bandiera) | D     | Artem Yerokhnovich  |
| 7  | Kazakistan (bandiera) | D     | Alexandr Bogomolov  |
| 8  | Kazakistan (bandiera) | A     | Kuat Shinikulov     |
| 9  | Kazakistan (bandiera) | A     | Nurzhan Abdrassilov |
| 10 | Kazakistan (bandiera) | A     | Birzhan Orazov      |

| N. |                       | Ruolo | Calciatore           |
| -- | --------------------- | ----- | -------------------- |
| 11 | Kazakistan (bandiera) | P     | Viktor Chornyy       |
| 12 | Kazakistan (bandiera) | P     | Vsevold Gavrilov     |
| 13 | Kazakistan (bandiera) | D     | Sergey Kvyatkovskiy  |
| 14 | Kazakistan (bandiera) | A     | Dmitriy Perevyortov  |
| 15 | Kazakistan (bandiera) | D     | Vitaliy Tyulpa       |
| 16 | Kazakistan (bandiera) | C     | Igor Demeshko        |
| 17 | Kazakistan (bandiera) | A     | Rustam Makazhanov    |
| 18 | Kazakistan (bandiera) | A     | Bayanbek Muralinov   |
| 19 | Kazakistan (bandiera) | C     | Viktor Radionov      |
| 20 | Kazakistan (bandiera) | A     | Vladislav Chernyshov |

Allenatore: Jamantayev Yerlan